# Зульфугарлы, Исмаил Омар оглы
Исмаил Омар оглы Зульфугарлы (азерб. Zülfüqarlı İsmayıl Ömər oğlu; 16 апреля 2001, Барда, Азербайджан) — азербайджанский футболист, полузащитник клуба «Нефтчи». Защищал цвета юношеских (до 17 и до 19 лет) и молодёжной сборных Азербайджана.

## Биография
Исмаил Зульфугарлы родился 16 апреля 2001 года в селе Гярана Бардинского района Азербайджана. С 2018 года является студентом Азербайджанского государственного университета физической культуры и спорта по специальности футбол-тренер.

## Карьера в сборной
Имеет опыт выступления за юношеские сборные Азербайджана до 17 и до 19 лет.

## Клубная карьера

### ПФК «Нефтчи»
Является воспитанником Футбольной Академии ПФК «Нефтчи», в которую пришел в 2011 году. Первым тренером Зульфугарлы был Эльданиз Маммадов в возрастной группе до 11 лет. Далее играл за все возрастные категории, после чего стал игроком дубля, который выступал в Первом Дивизионе чемпионата Азербайджана.
В июне 2019 года перешел в основной состав бакинцев, подписав контракт с клубом до конца сезона 2023/24 годов..

## Лига Европы
Дебютировал в еврокубках 11 июля 2019 года в первом выездном матче первого квалификационного раунда Лиги Европы против молдавской команды «Сперанца». В ответном матче, состоявшемся 18 июля 2019 года в Баку, забил 6-й мяч в ворота гостей на 78-й минуте матча, который стал дебютным мячом Зульфугарлы в составе «Нефтчи» в еврокубках..
Благодаря этому голу, 18 летний Зульфугарлы также вошел в историю, как самый молодой азербайджанский футболист, забивший гол в еврокубках..

## Достижения

### В составе ПФК «Нефтчи»
- Бронзовый призер Первого Дивизиона Азербайджана сезона 2018/19 годов.
- Серебряный призер Премьер Лиги Азербайджана сезона 2019/20 годов.